# NGC 75
NGC 75 là một thiên hà dạng hạt đậu được ước tính cách khoảng 260 triệu năm ánh sáng trong chòm sao Song Ngư. Nó được phát hiện bởi Lewis A. Swift từ Hoa Kỳ vào năm 1886 và cường độ của nó là 13,2.